# Lac Boissonneault
Pour les articles homonymes, voir Boissonneault.
Le lac Boissonneault est un lac artificiel situé dans la région d'Estrie au Québec, dans la municipalité de Saint-Claude.

## Description
Il a été créé par la mise en service d'un barrage sur la rivière Watopeka. Il doit son nom à Gérard Boissonneault, propriétaire de terrains autour du site, décédé en 1981. 
Le hameau de Lac-Boissonneault est situé sur la rive nord de cette étendue d'eau. C'est devenu un lieu de villégiature.